# Лангур ментавайський
Лангур ментавайський або тонкотіл (лат. Presbytis potenziani) — вид приматів з роду Presbytis родини мавпові.

## Опис
Це відносно невеликі, тонкі примати з довгими кінцівками й довгим хвостом. Вони досягають середньої ваги 6,5 кг, статевий диморфізм у вазі ледь виражений. Є шевелюра на голові. На основі окраса два підвиди відрізняються: P. p. potenziani жовтувато-білі або червонуваті, волосся на голові і задні ноги сірі. P. p. siberu темніші, спина і кінцівки чорні, обличчя має білуватий малюнок і живіт бурий.

## Поширення
Країни проживання: Індонезія (острови Ментавай). Природним середовищем проживання є субтропічні або тропічні сухі ліси.

## Стиль життя
Вид денний і деревний. Вони живуть в сімейних групах від 2 до 5 осіб. Площі окремих груп перекриваються, але території захищаються гучними криками. Це тварини травоїдні, які живляться молодими листками, фруктами, насінням і квітами. У липні або серпні, самиця народжує одне дитинча. Молоді тварини спочатку біло-сірого кольору.

## Загрози та охорона
Виду загрожує втрата середовища існування. Внесений в Додаток I СІТЕС.